# نخل میامی
نخل میامی (نام علمی: Sabal miamiensis) نام یک گونه از سرده نخلک‌ها است.